# Brycinus peringueyi
Brycinus peringueyi är en fiskart som först beskrevs av George Albert Boulenger 1923.  Brycinus peringueyi ingår i släktet Brycinus och familjen Alestidae. IUCN kategoriserar arten globalt som livskraftig. Inga underarter finns listade.